# 谷藤裕明
谷藤 裕明（たにふじ ひろあき、1950年（昭和25年）4月29日 - ）は、日本の政治家、実業家。元盛岡市長（5期）。盛岡市出身。岩手県議会議長、岩手県議会議員（3期）を務めた。

## 来歴
岩手県盛岡市生まれ。盛岡市立厨川小学校、盛岡市立城西中学校、岩手県立盛岡第一高等学校、早稲田大学教育学部卒業。大学卒業後、盛岡市に本社を置く株式会社橋市の役員を経て、1991年に岩手県議会議員選挙に盛岡市選挙区から出馬し、初当選を果たした。以後3期連続当選。岩手県議時代は自由民主党系の会派（自由民主クラブ）に所属した。2001年、岩手県議会議長に就任。2003年の岩手県議会議員選挙では、同年8月の盛岡市長選挙への出馬を見越し、4選出馬を見送った。市長選出馬に伴い、自民党籍を離脱。
2003年8月、無所属（公明党推薦）で盛岡市長選挙に出馬。民主・社民2党が推薦する現職の桑島博盛岡市長、市民派市長をつくる盛岡市民の会及び日本共産党が勝手連的に支援した作家の斎藤純、会社役員の芦名鉄雄を破り、当選した。立候補者4人による争いは、戦後の盛岡市長選では最多であった。なお、谷藤が県議時代に所属していた自民党や小沢一郎が党首を務めていた自由党は、支持する候補を一本化できず（桑島、谷藤で支持が割れた）、特定の候補を支援するには至らなかった。谷藤は公明党の推薦に加え、盛岡市議会の有志議員による「発進会」の支援も取り付け、桑島市長が獲得した39,473票を約6千票上回る47,432票を獲得し、辛勝した。なお投票率は53.67%であった。
2007年の盛岡市長選では、国政政党各党が目前に迫った第21回参議院議員通常選挙や、達増拓也の岩手県知事選挙出馬に伴う衆議院岩手県第1区補欠選挙への対応を優先させたため、対立候補は前回も立候補した会社役員の芦名鉄雄のみで、選挙戦は盛り上がらず、戦後最低の投票率（30.94%）を記録。谷藤は57,700票を獲得し、芦名の12,674票を大きく上回って再選を果たした。
2011年の盛岡市長選では、同年3月11日に発生した東日本大震災の影響により、同日選挙になった盛岡市議会議員選挙への対応を優先させるため、日本共産党が候補者の擁立を断念したため、現職の谷藤以外に立候補の届出がなく、谷藤は無投票で3選を果たした。盛岡市長が無投票で選出されたのは60年ぶりであった。
2015年の盛岡市長選では、前回と同じ市議選と同時選挙となり、候補者は現職の谷藤の他民主・社民2党が推薦する新人で会社社長の内舘茂が立候補し2人となり、8年ぶりの投票となった。選挙の結果、谷藤が68,583票、内舘は51,930票で谷藤が4選を果たした。投票率は51.45％だった。
2019年の盛岡市長選で内舘らを破り5選。
2023年の盛岡市長選では、3回連続の挑戦となる内舘が65,704票に対し谷藤は48,022票で、谷藤は落選した。
2024年（令和6年）11月の秋の叙勲において、旭日中綬章を受章した。

## 盛岡市長として

### 中核市移行・市町村合併
盛岡市長就任後、人口30万人以上が条件である中核市への移行を目指し、市町村合併を推進。2006年、盛岡市・旧玉山村（人口約13,000人）が合併し、これによって盛岡市の人口が30万人を上回ったため、2008年4月1日をもって中核市に移行した。中核市に移行した後、盛岡市保健所を開設。

### 50万人都市構想
盛岡市の中核市移行後も、谷藤は周辺の市町村（岩手郡滝沢村・雫石町・紫波町・矢巾町）に対して合併を呼びかけ、盛岡市を人口50万人規模の都市にする「50万人都市構想」を提唱している。この谷藤の意向を受けて、岩手県が示した「市町村合併モデルプラン」にも「50万人都市構想」が盛り込まれ、増田寛也元岩手県知事からも「奨励」を取り付けている。しかし、盛岡市の呼びかけに対し周辺の自治体は必ずしも呼応しておらず、岩手日報が実施した世論調査では、盛岡市への合併が検討される市町村の中では最多の人口を有する滝沢村の住民の6割が合併に賛成しておらず、他の自治体もおおむね合併に対して消極的な姿勢を崩していない。

### 行財政改革
谷藤は盛岡市長選出馬に際して、危機的な状況に陥っていた盛岡市の財政を再建するため、財源不足の解消、基礎的財政収支（プライマリーバランス）の黒字化、新規の市債発行額の予算総額の8％以内への抑制、外部監査の導入、市長の退職金の半額カット、職員数及び給与の削減を掲げた。このうち、財政規律に関する選挙公約は概して遵守されており、盛岡市の市債発行残高は谷藤市長就任の翌年（2004年）以降、減少を続けている（地方交付税交付金による臨時財政対策費等は除外）。2007年10月には、計画されていた盛岡市役所の移転計画を財政再建を理由に白紙撤回した。盛岡市役所の盛南地区への移転計画は桑島前市長の時代から検討されていたもので、盛岡市は以前から盛南地区の開発を進めており、旧都南村が盛岡市へ合併する際も市役所の移転を条件に合併に合意していた。また、盛岡市内丸の市庁舎は震度6強の地震が倒壊する危険性が高く、防災面からも新庁舎建設が検討されていたが、谷藤は新庁舎を建設する土地の取得に必要な高額の財政負担や、市庁舎は簡易な耐震補強工事を施せば引き続き使用が可能である事情を考慮し、市庁舎移転計画の白紙撤回を決定。この決定に対しては、旧都南村地区選出の市議らの間からは合併の際の条件を反故にした谷藤市長に対し、批判の声が上がった。

### 盛岡ブランド戦略
盛岡市の特産をはじめ、モノのブランドに限らず市民の暮らしや地場産業、文化等全てを総合した「盛岡らしさ」をブランド化し、日本全国へ発信。盛岡市への定住の促進や、地場産業の振興を目指している。この一環で、2006年には岩手公園（旧盛岡城）の愛称を「盛岡城跡公園」に設定。これは、盛岡市が城下町であったにもかかわらずそれが全国的に知られていなかったためであった。盛岡市内の交通標識も順次、改称が進められている。ただし岩手公園の名称は明治維新以降一貫して引き継がれてきたものであり、名称変更に反対する声も地元紙・岩手日報で紹介された。

### 岩手県競馬組合への融資
かつては高い収益を誇っており、「地方競馬の優等生」の異名を取っていた、盛岡市も参加する岩手県競馬組合は、1999年以降は事業不振に苦しむようになり、赤字を計上し続けていた。2007年、同組合の経営の行き詰まりが表面化し、組合の構成団体である岩手県・盛岡市・奥州市が競馬組合に融資を実施し、当面の救済を図る計画が持ち上がった。しかし、この融資に際して競馬そのものの存続をめぐって議論が巻き起こり、岩手県議会においても岩手県競馬組合への融資案が一度は否決され、大きな混乱が生じた。谷藤は、岩手県議会での融資案の採決に先立ち、盛岡市議会に岩手県競馬組合への融資案を提出して可決させ、競馬組合の存続を支持する考えを強調した。結局、融資案を一度は否決した岩手県議会もその後は一転して同案を可決し、競馬事業は存続された。

### 新型コロナウイルス感染症対策
2020年5月22日、新型コロナウイルス対策の財源に充てるため、自身を含めた特別職6人の期末手当を減額する条例案を市議会臨時会に提出した。谷藤の減額率は最大の20％。同日、同条例案は賛成多数で可決された。

## 関連人物
- 増田寛也 - 谷藤が岩手県議会議長を務めていた当時の岩手県知事で、親交がある。